# رافائل سانتوس بوره
رافائل سانتوس بوره مائوری (اسپانیایی: Rafael Santos Borré Maury‎؛ زادهٔ ۱۵ سپتامبر ۱۹۹۵) بازیکن فوتبال اهل کلمبیا است.

## باشگاهی
از باشگاه‌هایی که در آن بازی کرده‌است می‌توان به دیپورتیوو کالی، ویارئال، ریور پلاته و آینتراخت فرانکفورت اشاره کرد.

## تیم ملی
وی همچنین در تیم ملی فوتبال کلمبیا بازی کرده‌است.